# Androrangavola (Marolambo)
Androrangavola è una città e comune del Madagascar situata nel distretto di Marolambo, regione di Atsinanana. 
La popolazione del comune rilevata nel censimento 2001 era pari a 7 222 unità.